# Предславинська вулиця (Київ)
Предсла́винська ву́лиця — вулиця в Печерському районі міста Києва, місцевість Нова Забудова. Простягається від вулиці Івана Федорова до кінця забудови.
Прилучаються вулиці Лабораторна, Євгена Коновальця, Німецька, Єжи Ґедройця і Ковпака.

## Історія
Вулиця виникла в 1830—40-х роках під назвою Маловасильківська. Сучасну назву отримала в 1869 році від місцевості Предславине, поблизу якої проходить вулиця. З 1977 року — вулиця Дзержинського, на честь радянського державного діяча та революціонера Фелікса Дзержинського. Сучасну історичну назву відновлено 1984 року.
У часи Київської Русі на лівому схилі долини річки Либеді в районі нинішньої Великої Васильківської вулиці знаходилося княже селище Предславине. За літописом, у 980 році Володимир Святославич оселив там свою дружину Рогніду (полоцьку княжну) та доньку Предславу. Її ім'ям і назвали те сільце Предславине.

## Забудова
Забудова вулиці представляє різні епохи. Забудова часів Російської імперії представлена будинками № 6, № 11-13 (дві будівлі), № 24 (споруджено у 1910-х роках), № 30 (споруджено у 1914–1924 роках), № 30-А (колишнє міське училище ім. Гоголя, 1903—1904 роки), № 35. Будинок № 20 (триповерховий, межа XIX–XX століття) було зруйновано 2005 року під зведення багатоповерхівки.
Забудову 1930-х років репрезентують будинки № 36 та № 43/2.
Решта забудови — будівлі 1950–80-х років.

## Установи та заклади
- Прокуратура міста Києва (буд. № 45/9).
- Гімназія № 56 (буд. № 30-а), колишнє міське училище ім. М. В. Гоголя — пам'ятка архітектури та містобудування (1903–1904 рр.).
- Міський пологовий будинок № 7 (буд. № 9).
- ВАТ Київський завод «Радар» (буд. № 35).
- Готель «Предслава» (буд. № 41).

## Зображення

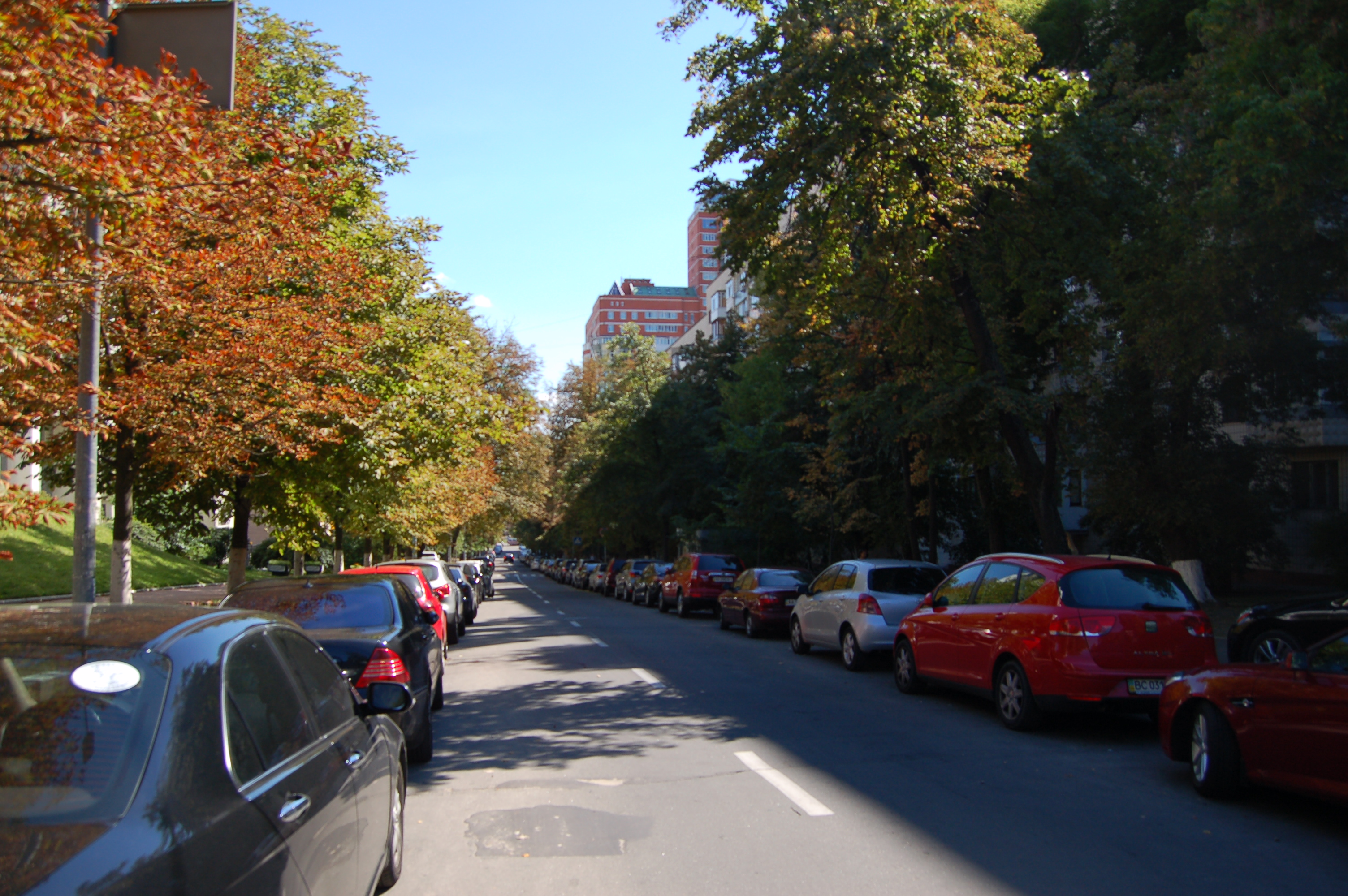
Біля перехрестя з Тверською вулицею
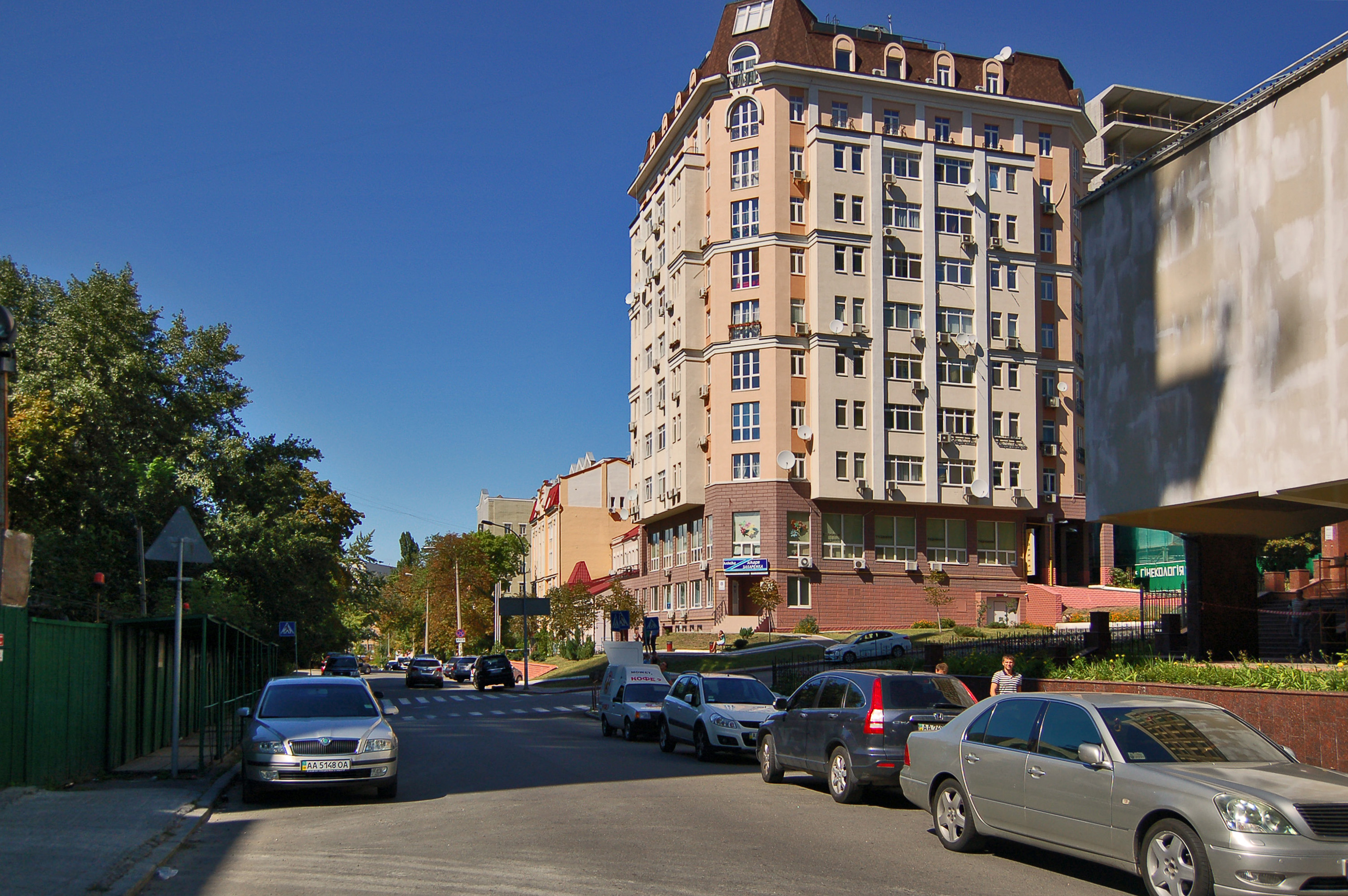
Біля перехрестя з Лабораторною вулицею
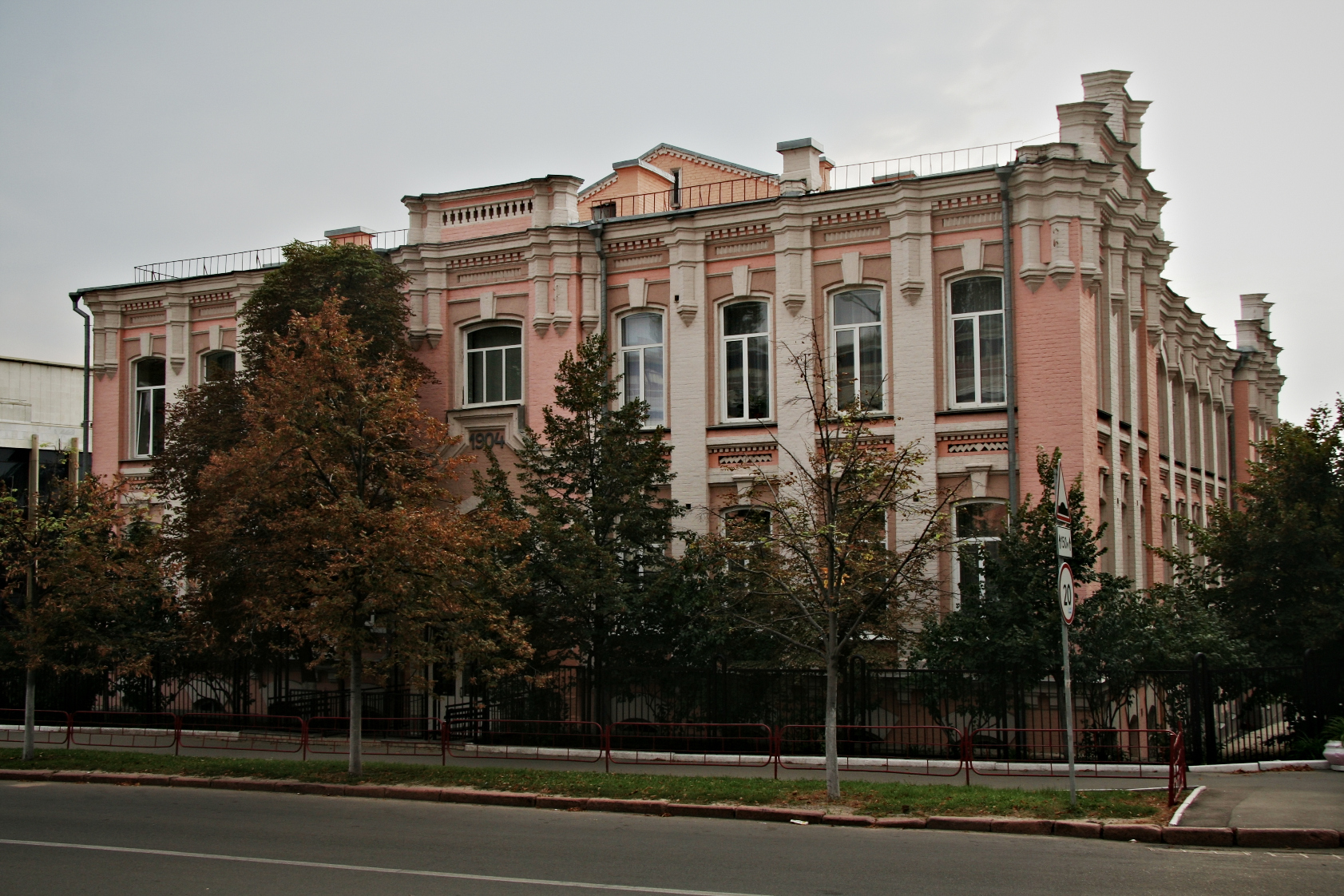
Будівля міського училища ім. Гоголя
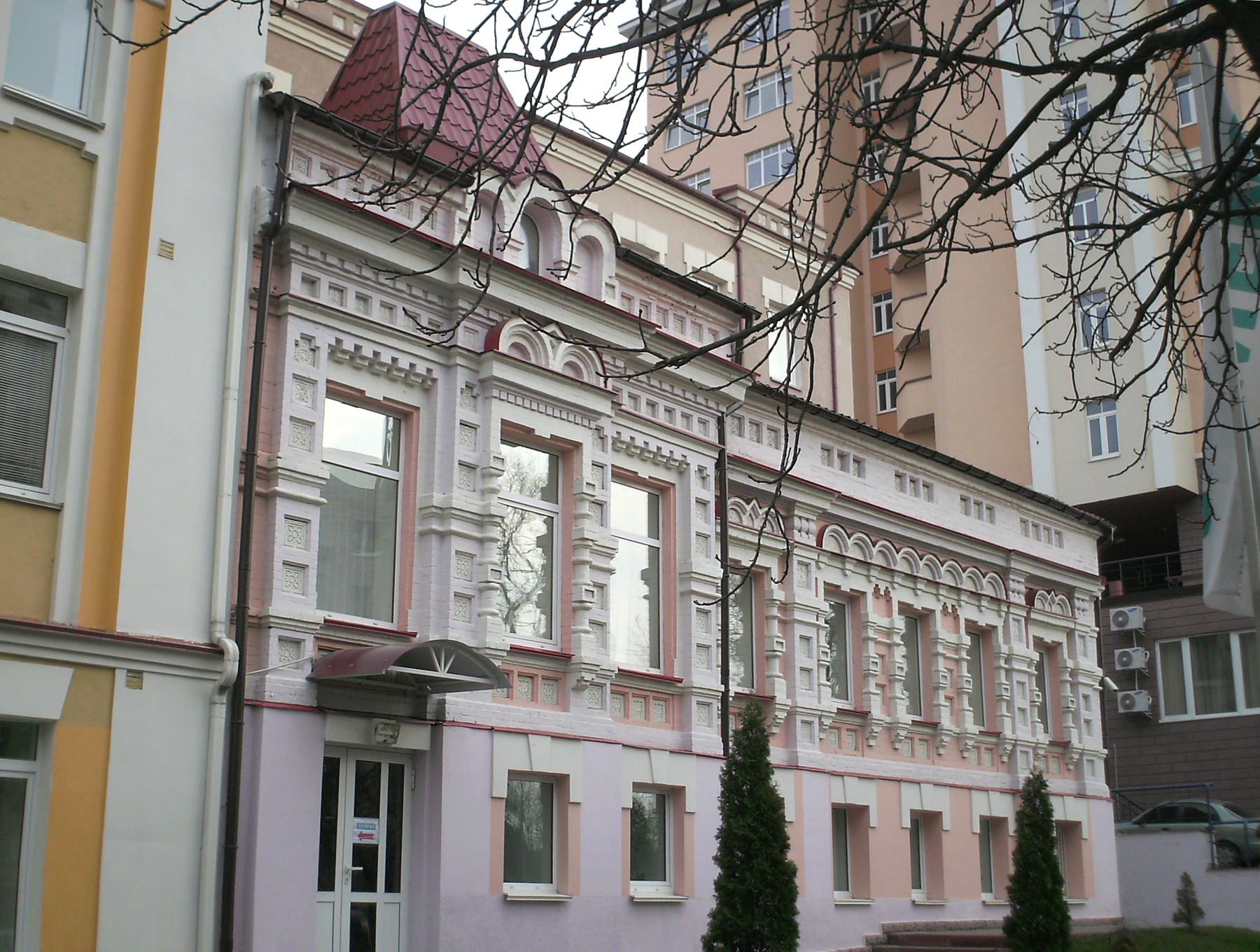
будинок № 11-13